# أبيض وأسود (مسلسل 1989)
أبيض وأسود هو مسلسل تلفزيوني مصري، عُرض أول مرة سنة 1989، من بطولة صلاح ذو الفقار، وتأليف فيصل ندا، ومن إخراج حمدي الإبراشي.

## طاقم التمثيل
| - صلاح ذو الفقار - محمود حميدة - هالة صدقي - مصطفي فهمي - سيمون - رجاء الجداوي - حسن حسني - محمد رضا - عادل أمين - عماد رشاد - عبده الوزير - عبد الغني ناصر - عثمان محمد علي | - فاطمة الكاشف - آمال سالم - إبراهيم وجدي - لمياء الجداوي - شروق - حمدي شرف الدين - أحمد عطية - يوسف حسين - فاروق سعودي - حسن شبل - عبد العظيم العطار - أحمد سعيد عبودة - محمد لطفي |

## وصلات خارجية
- أبيض وأسود على موقع IMDb (الإنجليزية)
- أبيض وأسود على موقع قاعدة بيانات الأفلام العربية